# 1769 Carlostorres
Az 1769 Carlostorres (ideiglenes jelöléssel 1966 QP) a Naprendszer kisbolygóövében található aszteroida. Zenon M. Pereyra fedezte fel 1966. augusztus 25-én.